# 糸川敏彦
糸川 敏彦（いとかわ としひこ、1974年9月20日 - ）は、北海道斜里郡清里町出身の元スピードスケート選手である。とかちチームAA所属。

## 人物
清里町立光岳小学校、清里町立清里中学校から白樺学園高校に進み、1992年アルベールビルオリンピックに最年少で出場。
専修大学在学中にも1994年リレハンメルオリンピック出場を果たし、5000mで6位に入賞するとともに日本新記録をマークした。
卒業後はコクドに入社。1998年長野オリンピック出場は逃したが、2002年ソルトレークシティオリンピックで2大会ぶり出場を果たした。
2014年ソチオリンピックと2018年平昌オリンピックではコーチを担当した。
2003年、コクドを退社。
2006年、とかちチームAA旗揚げに参加。
2009年12月、シーズン後の引退を表明。

## 主な成績
- アルベールビル五輪 5000m 18位・10000m 13位
- リレハンメル五輪 1500m 27位・5000m 6位・10000m 11位
- ソルトレイクシティ五輪 5000m 12位・10000m 11位
- 1993年世界オールラウンドスピードスケート選手権大会 総合 11位
- 1996年世界距離別スピードスケート選手権大会 5000m 7位
- 1996年世界距離別スピードスケート選手権大会 10000m 5位
- 2004年ISUワールドカップ 5000m 3位
- 1992年第61回全日本スピードスケート選手権大会優勝